# Далавурак Степан Васильович
Далавурак Степан Васильович — (04.01.1926 — 22.05.1995) — український літературознавець, публіцист, фольклорист, педагог і громадський діяч. Кандидат філологічних наук (1966).

## Біографія
Народився 4 жовтня 1926 року в селі Кулачківці, тепер Снятинського району Івано-Франківської області. Учасник німецько-радянської війни, де був поранений. У 1951 р. закінчив середню школу робітничої молоді у м. Снятин, а в 1956 р.- українське відділення філологічного факультету Чернівецького університету. Учителював у школах Сторожинецького району і Чернівців, був інспектором шкіл Чернівецького обласного відділу народної освіти. Впродовж 1966–1995 рр. працював на кафедрі педагогіки і психології Чернівецького держуніверситету, де пройшов шлях від викладача до завідувача кафедри. Доцент С. В. Далавурак обирався депутатом Чернівецької міської ради. Активно працював у Товаристві «Просвіта». Помер 22 травня 1995 р., м. Чернівці.

## Творчі набутки
Основні наукові та науково-популярні публікації присвячені життю і творчій діяльності відомого українського поета, літературознавця і перекладача, активного учасника доби повоєнного десятиріччя відродження національної літератури, культури і мови, одного із численних жертв «розстріляного покоління» української інтелігенції Дмитра Загула та розвитку освітньої справи на Буковині.
С. В. Далавураку належить обнародування забутої праці Василя Сімовича «Українське шкільництво на Буковині», авторство статті «Батько народної освіти на Буковині» (про Омеляна Поповича), «Вижницька українська гімназія»… Упорядник книги спогадів репресованих студентів Чернівецького університету «З аудиторії — за ґрати». Співупорядник (разом з Михайлом Івасюком) книги казок «Чарівне горнятко» (1971). Здійсненні ним фольклорні записи увійшли також до збірок «Правда і кривда» (1981), "Соціально-побутова казка) (1987), «Казки Карпат» (1989) та склали (разом із записами М. Івасюка) книгу «Золота карета».
Основні публікації:
- До питання про суспільно-політичні погляди Д.Загула раннього періоду творчості (1963).
- Д.Загул про політичне становище українців у буржуазній Чехословаччині (1963).
- Новаторство Д. Загула в збірці «Наш день» // Матеріали ХІХ наукової сесії – Ч. 99, секція філолог. наук: тези доп., 1963.- С. 52-53.
- Маловідома стаття Д. Загула про «Слово о полку Ігорове»// Сборник аспирантских работ (Черновиц. ун-т).- Львов, 1964.- С. 169-177.
- Заклики до возз'єднання в творчості Д. Загула (1966).
- Творческий путь Дмитрия Загула (Авторська дисертація кандидата філологічних наук. — Чернівці, 1966. — 26 с. — /Чернівецький університет/).
- Дмитро Загул (Стаття у збірнику «Українські радянські письменники: Критичні нариси». — Київ, 1968. — Випуск УІ. — С. 59-96).
- Мотиви возз'єднання українських земель у творчості Д. Загула // Укр. літературознавство: респ. міжвід. наук. зб.- 1979.- Вип. 33.- С. 76-83.
- Нова зустріч з Дмитром Загулом: [Вибране] // Вітчизна. — 1962. — № 10. — С. 209–211.
- Дмитро Загул — перекладач і популяризатор зарубіжних літератур // Всесвіт. — 1963. — № 4. — С. 59-60.
- Ще про ранню творчість Дмитра Загула // Радянське літературознавство. — 1964. — № 1. — С.122-129.
- Жертва сваволі і жорстокості // Молодий буковинець. — 1988. — 22-28 серпня (№ 42). — С.6.
- Талант згасили вітри Колими // Друг читача.- 1989. — 28 вересня.
- Його життя було важке: [До 100-річчя з дня народження Д. Загула] // Молодий буковинець. — 1990. — 26 лют.-4 берез. (№ 9). — С. 3.
- «Білі плями» в чорному обрамленні: [До 100-річчя з дня народження Д. Загула]// Радянська Буковина. — 1980. — 28 серпня.
- Життя і смерть Дмитра Загула // Відродження. — 1993. 28 серпня (№ 11. 12).- С. 4.
- Журбою окрилений спів: [Д.Загул — поет, перекладач, критик, публіцист, літературознавець] // Радянська Буковина. — 1990.- 28 серпня.
- І він розчинився на Колимі…: До 50-річчя трагічної загибелі Дмитра Загула // Буковинське віче. — 1994. — 27 липня; Літературно Україна. — 1994. — 1 вересня.
- "… И впредь до особого распоряжения / До 50-річчя трагічної загибелі Дмитра Загула // Буковина. — 1994. — 14 вересня.

## Відзнаки науковця
- Відмінник народної освіти (1965).
- Лауреат літературної премії імені Дмитра Загула (1991).
- Лауреат премії імені Омеляна Поповича (1992).